# 21 Szkolna Flotylla U-Bootów
21 Szkolna Flotylla U-Bootów (niem. 21. Unterseebootsflottille) – niemiecka szkolna jednostka wojskowa Kriegsmarine, wchodząca w skład niemieckiej floty podwodnej (Ubootwaffe) w okresie przedwojennym i podczas II wojny światowej. Sformowana jako „stowarzyszenie szkolne” Schulverband der U-Bootschule w 1935 roku w Kilonii, prowadziła działalność szkoleniową na Bałtyku, w celu zapewnienia kadr dla niemieckich okrętów podwodnych. W maju 1937 roku przeniesiona do Neustadt, po czym w listopadzie 1937 roku została zreformowana w szkołę okrętów podwodnych Unterseebootsschulflottille (US-FL), zaś w czerwcu 1940 roku została ponownie zreformowana i przybrała postać 21. Flotylli i przeniesiona do Piławy, gdzie prowadziła działalność szkoleniową do rozformowania w marcu 1945 roku.
W okresie istnienia przez jednostkę przewinęło się 51 okrętów podwodnych wszystkich niemieckich typów z wyjątkiem typów XXI i XXIII.